# Поперечная (приток Арсеньевки)
Попере́чная — река в Анучинском районе Приморского края России. Длина 32 км, площадь бассейна 242 км², падение 566 м. Ширина реки — от 5 до 7 м. Глубины изменяются до 0,5 м.
Образуется слиянием рек Левая и Правая Поперечная, на юго-западных отрогах системы Сихотэ-Алиня. Течёт в северном направлении и впадает в р. Арсеньевка справа напротив с. Староварваровка.
В верховьях реки стоит село Ясная Поляна Анучинского района.
В летнее время часты паводки, вызываемые в основном интенсивными продолжительными дождями.